# Agarista eucalyptoides
Agarista eucalyptoides är en ljungväxtart som först beskrevs av Chamisso och Schlechtendal, och fick sitt nu gällande namn av George Don jr. Agarista eucalyptoides ingår i släktet Agarista och familjen ljungväxter. Inga underarter finns listade i Catalogue of Life.